# Христина Бошковић
Христина Бошковић (Алексинац, 1864 — Ниш, 1956) била је нишка учитељица и борац за права жена.

## Образовање
Христина Бошковић у Београд одлази како би завршила Вишу женску школу и тамо полаже учитељски испит. У Ниш долази како би радила као васпитачица и учитељица, а од 1889. године ради у Васпитном заводу Бабете Нетовић.

## Борба за равноправност
Њено ангажовање у Нишу било је просветно, културно и политичко. По доласку у Ниш укључила се у рад Женске подружине, и то је био само почетак њених многобројних активности. У овом удружењу је радила двадесет година и изузетно допринела раду самог удружења и личним напором допринела образовању девојака у Женској занатској школи где је двадесет и пет година давала бесплатне часове из свих наставних предмета. Христина је била чланица Одбора Друштва Црвеног крста Моравске бановине, Обласног одбора јадранске страже, Женског удружења Српска мајка, Југословенског учитељског удружења, Женског хришћанског покрета, Савеза трезвене младежи, Одбора Госпођа кнегиња Љубица и многих других. Била је уредница дечијег листа Славуј и бринула се о раду Женске раденичке школе.
Христина је била једна од првих жена која се у Нишу залагала за равноправност полова, и то већ пола века након што се у Нишу по први пут организује школовање за женску децу, и у време када директори виших школа и гимназија у Нишу и Србији инсистирају на томе да мушко и женско образовање мора бити одвојено и суштински различито. Христина Бошковић је заступала потпуну равноправност полова, а на основу тога што жене већ јесу равноправне у раду, а у правима нису. Под утицајем идеја Светозара Марковића и Џона Стјуарта Мила о еманципацији жена на празник Светог Саве 1889. године одржала је говор о потреби образовања женске деце.
Новембра 1939. године у Нишу је одржан велики скуп у организацији Женског покрета који је формиран две године раније. Основна намена покрета је била борба за права жена - право гласа право наслеђивања, право на једнаку плату за једнак рад. Поред тога Женски покрет се залагао за борбу против фашизма и за увођење социјалне правде. Рад Женског покрета био је у блиској вези са радом забрањене Комунистичке партије Југославије. На скупу одржаном 1939. године Христина Бошковић између осталог је нагласила и следеће: Шта смо ми урадиле да половина човечанства буде осуђена на вечито малолетство? Ето, ја имам седамдесет година и још увек се рачунам као дете од десет-дванаест година. Кад ми жене можемо да радимо и најтеже послове, да завршимо и најтеже школе зашто да не можемо да располажемо са оним што створимо... Нико као жене не воли мир, нико као мајке не мрзи рат.

## Заслуге и одликовања
Рад и ангажовање Христине Бошковић били су препознати и награђени више пута. Добила је Медаљу и Орден Црвеног крста, Крст милосрђа за пожртвовану негу рањеника и болесника у балканским ратовима, као и Орден Светог Саве III, IV и V реда.